# Ayoze Díaz Díaz
Ayoze Díaz Díaz (San Cristóbal de La Laguna, Tenerife, 25 de maig del 1982) és un futbolista professional canari, que juga de defensa.

## Trajectòria esportiva
Ayoze va començar la seva carrera futbolística a les seccions inferiors del CD Tenerife per a després donar el salt al primer equip durant la temporada 2002-2003.
Posteriorment, el jugador canari va recalar en el Racing de Santander al juliol del 2003 per cinc temporades i va debutar amb l'equip càntabre contra el Ciudad de Murcia, equip al que va ser cedit per una temporada (2006-2007).
El 30 de juny del 2008 Ayoze va acabar el seu contracte i el Racing li va oferir renovar, al no rebre contestació per la seva banda l'entitat va considerar que no formaria part de l'equip en la següent temporada.
El 5 de juliol del 2008, Ayoze va signar un contracte per tres anys amb el RCD Mallorca, reemplaçant a Fernando Navarro que havia fitxat pel. Durant la seva primera temporada, va començar com substitut del també recentment fitxat, Enrique Corrales, però va acabar jugant de titular.
La temporada 2009–10, el Mallorca va acabar i es va classificar per la Lliga Europa de la UEFA, i Ayoze va guanyar-li completament la partida a Corrales, jugant 33 partits.